# Nowa Sól (district)
Nowa Sól (powiat nowosolski) is een Pools district (powiat) in de Woiwodschap Lubusz. Het district heeft een totale oppervlakte van 770,58 km² en telde 88.062 inwoners in 2011.

## Steden
- Bytom Odrzański (Beuthen an der Oder)
- Kożuchów (Freystadt)
- Nowa Sól (Neusalz an der Oder)
- Nowe Miasteczko (Neustädtel)

Stadsdistricten:
Gorzów Wlkp. · Zielona Góra 

Districten:
Gorzów · Krosno · Międzyrzecz · Nowa Sól · Słubice · Strzelce-Drezdenko · Sulęcin · Świebodzin · Wschowa · Zielona Góra · Żagań · Żary